# 王拥军 (政治人物)
王拥军（1963年7月—），男性，江苏如东人。中华人民共和国政治人物。1983年8月参加工作，1982年12月加入中国共产党。南京大学中文系汉语言文学专业毕业。

## 生平
1979年9月，在南京大学中文系汉语言文学专业学习。后长期供职于中央纪委。1997年1月，任中央纪委办公厅综合处处长。1999年5月，任中央纪委办公厅副局级纪检员、监察专员。1999年11月，任最高人民检察院办公厅副厅级干部（为时任最高人民检察院检察长韩杼滨秘书）。2000年3月，任最高人民检察院办公厅副主任。2003年8月，任中央纪委办公厅正局级纪检员、监察专员兼副主任。2005年3月，任中央纪委外事局局长。2009年7月，任中国纪检监察学院党委书记、副院长。
2014年1月，任中共西藏自治区党委常委、纪委书记。
2018年1月，兼任西藏自治区监察委员会主任。2018年2月24日，当选为第十三届全国人大代表。
2019年6月，转任中共山西省委常委、纪委书记。